# ショーン・トールソン
- ショーン・トルソン

ショーン・マーク・トールソン（Shawn Mark Tolleson, 1988年1月19日 - ）はアメリカ合衆国・テキサス州ダラス出身の元プロ野球選手（投手）。右投右打。

## 経歴

### プロ入りとドジャース時代
2010年のMLBドラフト30巡目（全体922位）でロサンゼルス・ドジャースから指名され、6月15日に契約。契約後、傘下のパイオニアリーグのルーキー級オグデン・ラプターズでプロデビュー。26試合に登板して1勝1敗17セーブ・防御率0.63・39奪三振と好成績を残し、リーグのオールスターチームに選出された。
2011年はまずA級グレートレイクス・ルーンズで14試合に登板して1勝0敗10セーブ・防御率0.00・33奪三振と結果を残し、5月にA+級ランチョクカモンガ・クエークスへ昇格。5試合に登板して2勝0敗3セーブ・防御率0.93・17奪三振の成績を残した。5月下旬にAA級チャタヌーガ・ルックアウツへ昇格。38試合に登板して4勝2敗12セーブ・防御率1.62・55奪三振の成績を残した。
2012年はAA級チャタヌーガで11試合に登板して0勝0敗5セーブ・防御率1.38・19奪三振の成績を残した。5月にAAA級アルバカーキ・アイソトープスへ昇格。8試合に登板して0勝1敗・防御率4.82・15奪三振の成績を残した。6月4日にドジャースとメジャー契約を結び、7日のフィラデルフィア・フィリーズ戦でメジャーデビュー。9回裏から登板したが、先頭打者のエクトル・ルナ、二人目のジミー・ロリンズに対し2者連続の四球を与え、1死も取れないまま降板した。この年メジャーでは40試合に登板して3勝1敗、防御率4.30・奪三振の成績を残した。
2013年3月19日にAAA級アルバカーキへ異動。4月12日にメジャーへ再昇格し、同日のアリゾナ・ダイヤモンドバックス戦で8回1死から登板したが、2四球を与え、1死も取れないまま降板。4月15日に椎間板ヘルニアで15日間の故障者リスト入りした。9月11日に60日間の故障者リストへ異動。結局この年は1試合の登板にとどまった。10月31日に故障者リストから外れた。

### レンジャーズ時代
2013年11月20日にウェイバー公示を経てテキサス・レンジャーズへ移籍した。
2014年2月26日にレンジャーズと1年契約に合意。自身初の開幕ロースター入りを果たした。この年はリリーフ陣の中心的存在となり、64試合に投げて3勝1敗・防御率2.76・WHIP1.17という好成績を残し、大ブレイクを果たした。
2015年はクローザーに抜擢され、ア・リーグ5位となる73試合に登板。防御率は前年より悪化して2.99となったが、WHIPは改善して1.15だった。また、リーグ5位となる35セーブを挙げ、クローザー転向は大成功に終わった。
2016年は開幕時はクローザーであったが、5月17日のオークランド・アスレチックス戦で4度目のセーブ失敗となり、翌18日からサム・ダイソンにクローザーの地位を奪われた。7月29日にマイナー・オプションでAAA級ラウンドロック・エクスプレスに降格した。AAA級で4試合に登板したが41⁄3回を投げ、自責点6、防御率12.46と精彩を欠いた。8月12日に腰の捻挫で7日間の故障者リストに入った後、23日に60日間の故障者リスト入りとなった。10月26日に40人枠から外れる形でAAA級ラウンドロックへ降格したが、28日にマイナー降格を拒否してFAとなった。

### レイズ時代
2017年1月23日にタンパベイ・レイズと1年契約を結んだ。この年は5月にトミー・ジョン手術を受けたため、全休した。オフの11月6日に40人枠を外れる形で傘下のAAA級ダーラム・ブルズへ配属された。同日FAとなった。

### レンジャーズ復帰
2017年12月21日にテキサス・レンジャーズとマイナー契約を結び、2018年のスプリングトレーニングに招待選手として参加することになった。しかし、リハビリ中に故障が再発。現役引退を表明した。

## 詳細情報

### 年度別投手成績
| 年 度    | 球 団    | 登 板 | 先 発 | 完 投 | 完 封 | 無 四 球 | 勝 利 | 敗 戦 | セ 丨 ブ | ホ 丨 ル ド | 勝 率 | 打 者 | 投 球 回 | 被 安 打 | 被 本 塁 打 | 与 四 球 | 敬 遠 | 与 死 球 | 奪 三 振 | 暴 投 | ボ 丨 ク | 失 点 | 自 責 点 | 防 御 率 | W H I P |
| -------- | -------- | ----- | ----- | ----- | ----- | -------- | ----- | ----- | -------- | ----------- | ----- | ----- | -------- | -------- | ----------- | -------- | ----- | -------- | -------- | ----- | -------- | ----- | -------- | -------- | ------- |
| 2012     | LAD      | 40    | 0     | 0     | 0     | 0        | 3     | 1     | 0        | 2           | .750  | 160   | 37.2     | 30       | 4           | 20       | 1     | 1        | 39       | 0     | 0        | 19    | 18       | 4.30     | 1.33    |
| 2013     | LAD      | 1     | 0     | 0     | 0     | 0        | 0     | 0     | 0        | 0           | ---   | 2     | 0        | 0        | 0           | 2        | 0     | 0        | 0        | 0     | 0        | 0     | 0        | ---      | ---     |
| 2014     | TEX      | 64    | 0     | 0     | 0     | 0        | 3     | 1     | 0        | 7           | .750  | 296   | 71.2     | 56       | 10          | 28       | 5     | 1        | 69       | 4     | 0        | 23    | 22       | 2.76     | 1.17    |
| 2015     | TEX      | 73    | 0     | 0     | 0     | 0        | 6     | 4     | 35       | 6           | .600  | 298   | 72.1     | 66       | 9           | 17       | 5     | 2        | 76       | 0     | 0        | 25    | 24       | 2.99     | 1.15    |
| 2016     | TEX      | 37    | 0     | 0     | 0     | 0        | 2     | 2     | 11       | 1           | .500  | 168   | 36.1     | 53       | 8           | 10       | 2     | 0        | 29       | 1     | 0        | 32    | 31       | 7.68     | 1.73    |
| MLB：5年 | MLB：5年 | 215   | 0     | 0     | 0     | 0        | 14    | 8     | 46       | 17          | .636  | 924   | 218.0    | 205      | 31          | 77       | 13    | 4        | 213      | 5     | 0        | 99    | 95       | 3.92     | 1.29    |

- 2016年度シーズン終了時

### 背番号
- 38（2012年 - 2013年）
- 37（2014年 - 2016年）